# 桐生自動車博物館
桐生自動車博物館（きりゅうじどうしゃはくぶつかん）は、群馬県桐生市広沢町にある自動車に関する博物館である。

## 概要
2003年（平成15年）に、前原勝良が自らのコレクションを展示するために開設した私設の自動車博物館。桐生市の南部にあり、周囲には賀茂神社や彦部家住宅がある。
ミュージアムでは昭和30年・40年代のトヨタ車を展示、ギャラリーでは油彩画を展示している。開館日は日曜日であるが、不定期での開館となっている。
博物館は旧飯塚織物の鋸屋根工場を使用しており、外壁は大谷石で造られている。建物は2005年（平成17年）7月12日に「MAEHARA20th（旧合名会社飯塚織物工場）」の名称で、国の登録有形文化財となっている。

## 交通
- 鉄道
  - 両毛線：桐生駅もしくは東武桐生線：新桐生駅からおりひめバス広沢線利用。広沢町六丁目バス停から徒歩約5分。
  - 両毛線：桐生駅からおりひめバス境野線利用。松原橋バス停から徒歩約10分。
- 道路
  - 北関東自動車道：太田桐生ICから、国道122号・国道50号を桐生方面約15分。